# Norbert Werner
Norbert Werner (Laxenburg, ... – Lubiana, 28 giugno 1991) è stato un giornalista austriaco.
Morì all'età di 23 anni il 28 giugno 1991 insieme a Nikolas Vogel presso l'aeroporto di Lubiana Jože Pučnik a causa di un attacco missilistico dell'Armata Popolare Jugoslava  alla sua auto. Norbert Werner e Nick Vogel furono i primi due giornalisti uccisi durante la guerra d'indipendenza slovena (o guerra dei dieci giorni). I due vennero commemorati dal primo ministro sloveno Janez Janša nel corso dei festeggiamenti del 2008 per l'adesione della Slovenia all'Accordo di Schengen dell'Unione Europea presso l'Aeroporto di Lubiana-Brnik.